# Морозов, Геннадий Георгиевич
Геннадий Георгиевич Морозов (2 апреля 1938, Смоленск, РСФСР — 5 февраля 2015, Брянск, Российская Федерация) — советский и российский тренер по лёгкой атлетике, заслуженный тренер РСФСР.

## Биография
Трудовую деятельность он начал в 1961 г. С 1972 г. работал в СДЮСШОР «Десна». С 2006 г. работал в СДЮСШОР по лёгкой атлетике.
Подготовил более 15 мастеров спорта международного класса и свыше 40 мастеров спорта России по лёгкой атлетике. Среди его учеников:
- Александр Погорелов (десятиборье) – заслуженный мастер спорта, участник Олимпийских игр в Афинах (Греция, 2004 год), в Пекине (Китай, 2008 год), бронзовый призёр чемпионата мира 2009 года (первый российский призёр чемпионатов мира в этой дисциплине), неоднократный призёр Чемпионатов и Кубков Европы;
- Алексей Дроздов (десятиборье) — мастер спорта международного класса, участник Олимпийских игр в Афинах (Греция, 2004 год), в Пекине (Китай, 2008 год), победитель чемпионата России, Европы и бронзовый призёр зимнего (в помещении) чемпионата мира 2010 года;
- Виктория Серёгина – мастер спорта международного класса, победительница и призёрка чемпионатов России, участница чемпионата Европы и мира;
- Татьяна Кивимяги (Новосельцева) – мастер спорта международного класса, участница Олимпийских игр в Афинах (Греция, 2004 год), чемпионка России, победительница Кубка Европы и участница чемпионата мира.
- Дмитрий Сапинский – мастер спорта международного класса, чемпион России в прыжках в длину.

## Награды и звания
В 1969 г. в  31 год ему было уже присвоено звание «Заслуженный тренер РСФСР». Неоднократно награждался грамотами Совмина РСФСР, Центрального совета ДСО «Труд», ДСО «Локомотив» и ФСО «Динамо», почётными грамотами администрации Брянской области и города Брянска.